# Pajisij (Šynkarjov)
Pajisij (světským jménem: Viktor Serhijovyč Šinkarjov; * 8. ledna 1988, Feodosija) je ukrajinský duchovní Ukrajinské pravoslavné církve Moskevského patriarchátu, arcibiskup kostjantynivský a vikář kyjevské eparchie.

## Život
Narodil se 8. ledna 1988 ve Feodosiji na Krymu.
Po střední škole nastoupil na Tavrický duchovní seminář. Poté studovala na fakultě sociálních služeb Athénské univerzity. Dne 21. července 2013 jej biskup horlivský a slavjanský Mytrofan (Nikitin) rukopoložil na diákona a 27. září na jereje. Stal se knězem katedrálního chrámu Zjevení Páně v Horlivce.
Dne 12. června 2014 byl jmenován představeným chrámu Zvěstování v Horlivce a 7. srpna přešel opěr do katedrálního chrámu. Dne 23. prosince 2015 přijal mnišský postřih se jménem Pajisij na počest svatého Paisia Svatohorce.
Od 3. března 2016 sloužil jako předseda misijních oddělení horlivské eparchie. Dne 16. září 2017 byl povýšen na archimandritu a 28. září byl ustanoven představeným chrámu svatého Mikuláše a Iverského chrámu v sídle Mykytivka. Na konci 2019 se stal blagočinným Alexandroněvského okruhu Slovjanska a 30. ledna následujícího roku představeným katedrálního chrámu svatého Alexandra Něvského v Slovjansku.
Dne 12. května 2021 jej Svatý synod Ukrajinské pravoslavné církve zvolil biskupem kostjantynivským a vikářem horlivské eparchie. Biskupská chirotonie proběhla 13. června v Kyjevskopečerské lávře. Hlavním světitelem byl metropolita kyjevský a celé Ukrajiny Onufrij (Berezovskyj), který ho 13. listopadu 2022 povýšil na arcibiskupa.
Dne 25. září 2023 byl ustanoven vikářem kyjevské eparchie se zachováním předchozího titulu.